# Limnoperdon incarnatum
Limnoperdaceae, Limnoperdon
Famille
Genre
Espèce
Limnoperdon incarnatum, unique représentant du genre Limnoperdon et de la famille des Limnoperdaceae, est une espèce de champignons basidiomycètes de l'ordre des Agaricales ou des Polyporales isolée dans des boîtes de Petri.

## Position phylogénétique
- - Clade des Athéloïdes
  - Boletales, Clade des Bolets
  - Agaricales, Clade des Euagarics
    - Clade I Plicaturopsidoïde
      -  Clade II Pluteoïde
        - Limnoperdonaceae
          - Limnoperdon incarnatum

        - Pluteaceae
          - Amanitaceae
          - Tricholomopsis
          - Pleurotaceae

      - Clade III Hygrophoroïde
      - Clade IV Marasmioïde
      - Clade V Tricholomatoïde
        - Clade VI Agaricoïde

## Publication originale
- (en) Gustavo A. Escobar, Dennis E. McCabe et Craig W. Harpel, « Limnoperdon, a Floating Gasteromycete Isolated from Marshes », Mycologia, Mycological Society of America (d), NYBG et Taylor & Francis, vol. 68, no 4,‎ juillet 1976, p. 874 (ISSN 0027-5514 et 1557-2536, OCLC 1640733, DOI 10.2307/3758803, JSTOR 3758803).